# Lillesjö (Frillesås socken, Halland)
Lillesjö är en sjö i Kungsbacka kommun i Halland och ingår i Viskan-Rolfsåns kustområde.